# Kasterlee
Kasterlee è un comune belga di 17 988 abitanti nelle Fiandre (Provincia di Anversa).

## Suddivisioni
Il comune è costituito dai seguenti distretti:
- Kasterlee
- Lichtaart
- Tielen